# Michael Hanke
Michael Hanke (* 12. srpna 1972 Kladno) je český fotograf.

## Život
Vystudoval informační technologie na Vysoké škole ekonomické, fotografování se začal věnovat až ve svých 40 letech. Publikoval černobílé fotografické soubory z dětských šachových turnajů, tanečních zábav seniorů, leteckých dnů a barevný soubor ze zákulisí cirkusu. Fotografuje na digitální fotoaparát Fujifilm X100 s pevným ohniskem. K fotografování si vybírá události v blízkosti svého domova, podle svých slov nejdál za fotkou jel 30 kilometrů.
Byl několikrát oceněn v soutěži Czech Press Photo, jeho soubor z dětských šachových turnajů skončil druhý v kategorii Sport v soutěži World Press Photo v roce 2017. V roce 2018 získal druhou cenu World Press Photo za sérii 10 fotografií z cyklu Nikdy ho neviděli brečet, dokumentující život handicapovaného sportovce Zdeňka Šafránka.
Je synem fotografa Jiřího Hankeho a výtvarnice, fotografky a básnířky Jiřiny Hankeové.

## Výstavy
- Michael Hanke: První dekáda : fotografie z let 2012-2022, Kabinet fotografie v Galerii Kladenského zámku, 10. listopadu – 11. prosince 2022[5]
- Michael Hanke: Emotions, Złota Galeria CENTRUM, Krakov, 16. listopadu – 31. prosince 2022[6]
- Michael Hanke: Emoce, Paradise Gallery, Vysoká škola ekonomická, nám. W. Churchilla 1938/4 Praha 3 - Žižkov, vernisáž 13. února – 12. března 2023[7]
- Michael Hanke: Zelená je tráva, Kabinet fotografie v Galerii Kladenského zámku, 16. května – 14. září 2025[8]

## Galerie

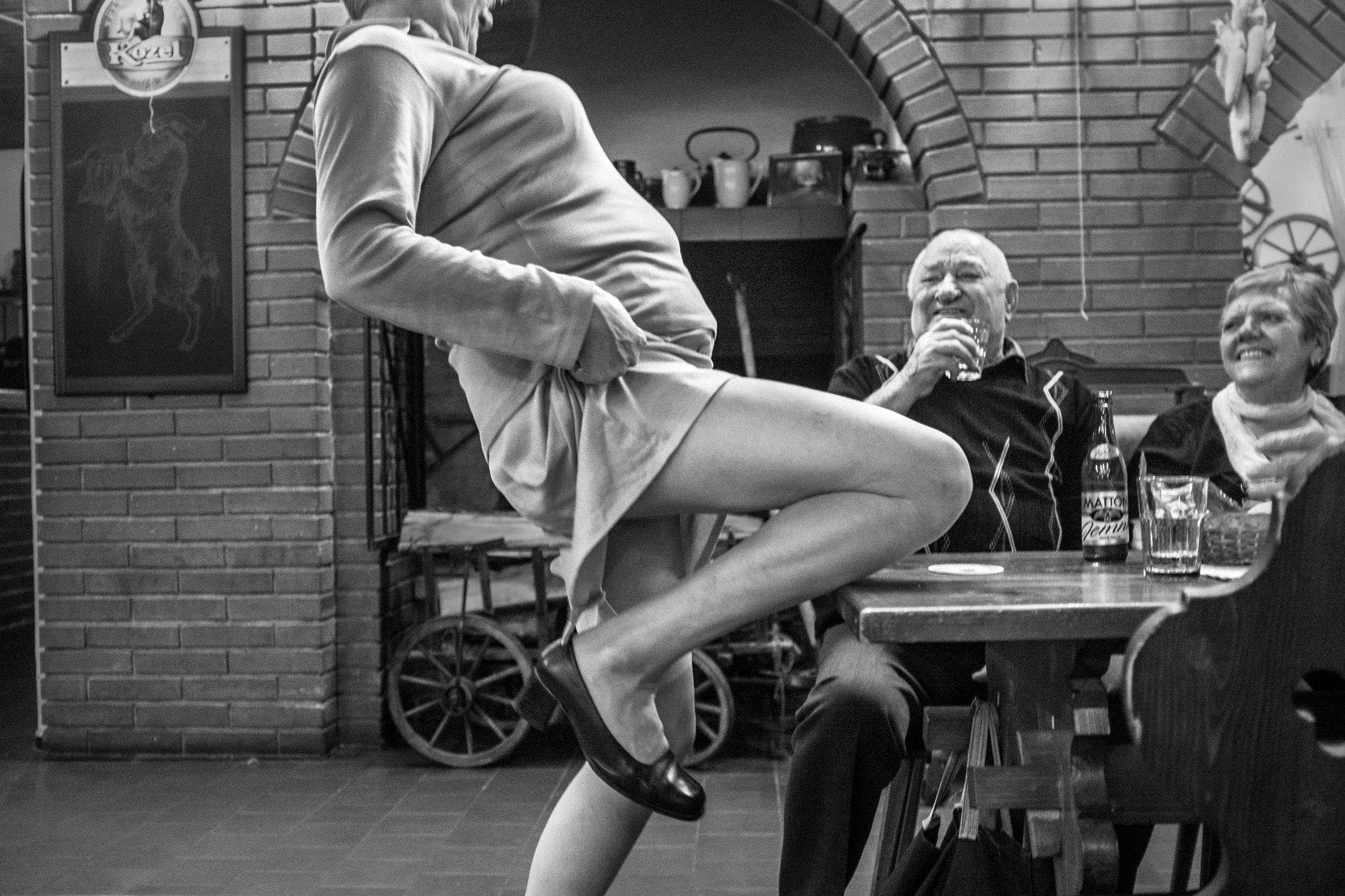
Z cyklu Taneční zábavy seniorů (2013)
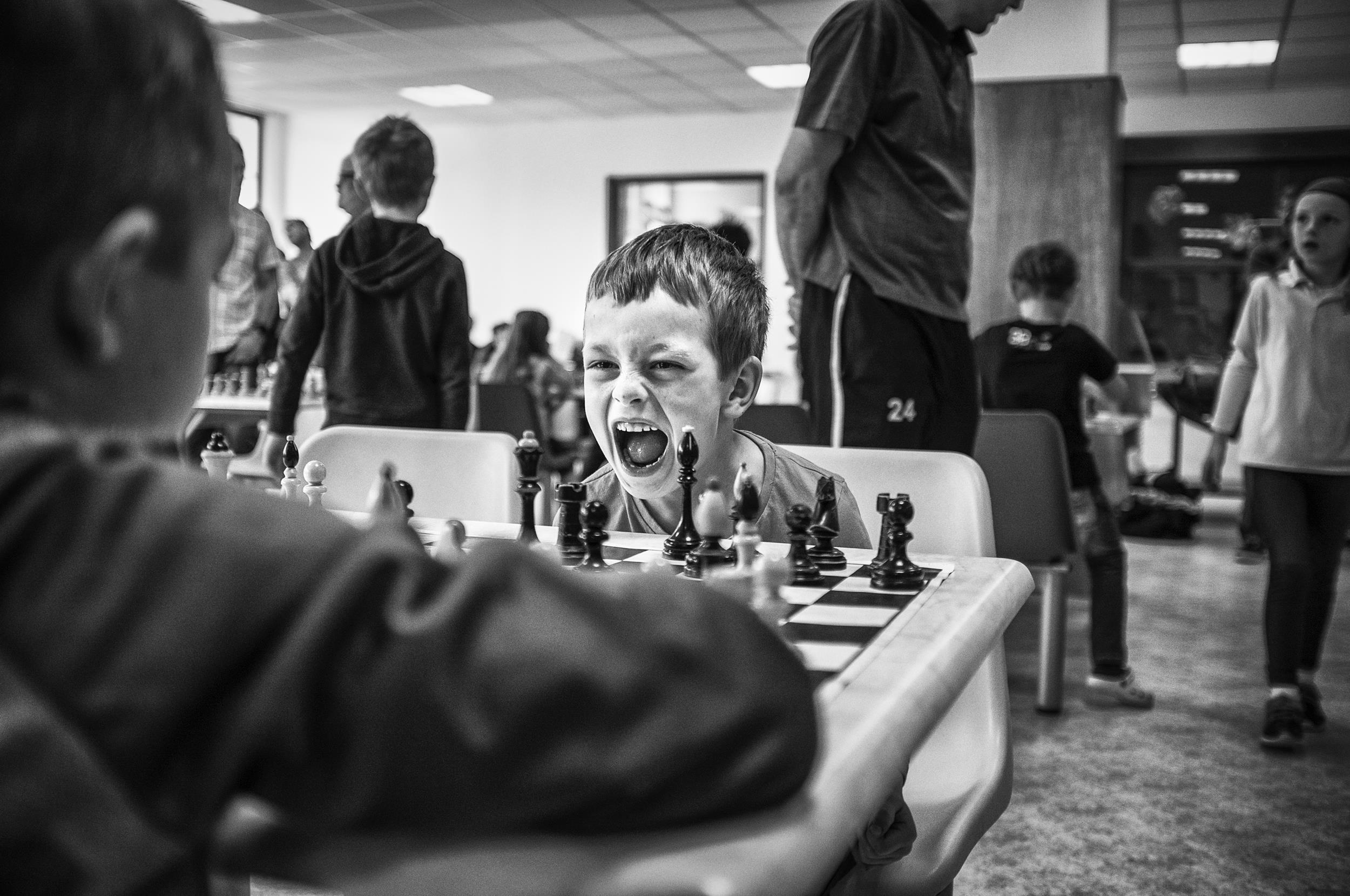
Z cyklu Šachové turnaje mládeže (2016), cyklus byl oceněn 2. cenou v soutěži World Press Photo 2017
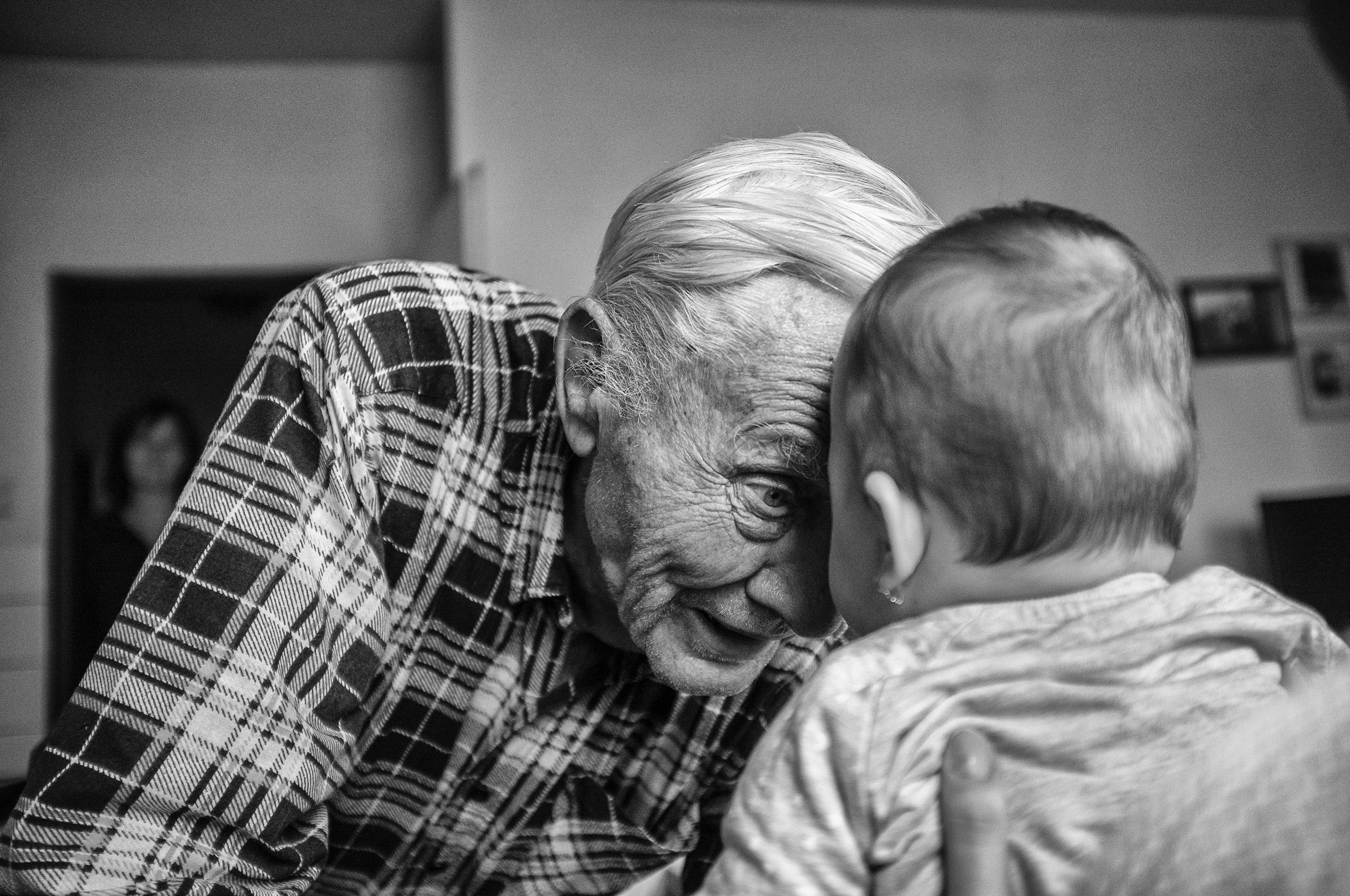
Z cyklu Poslední návštěva (2017)
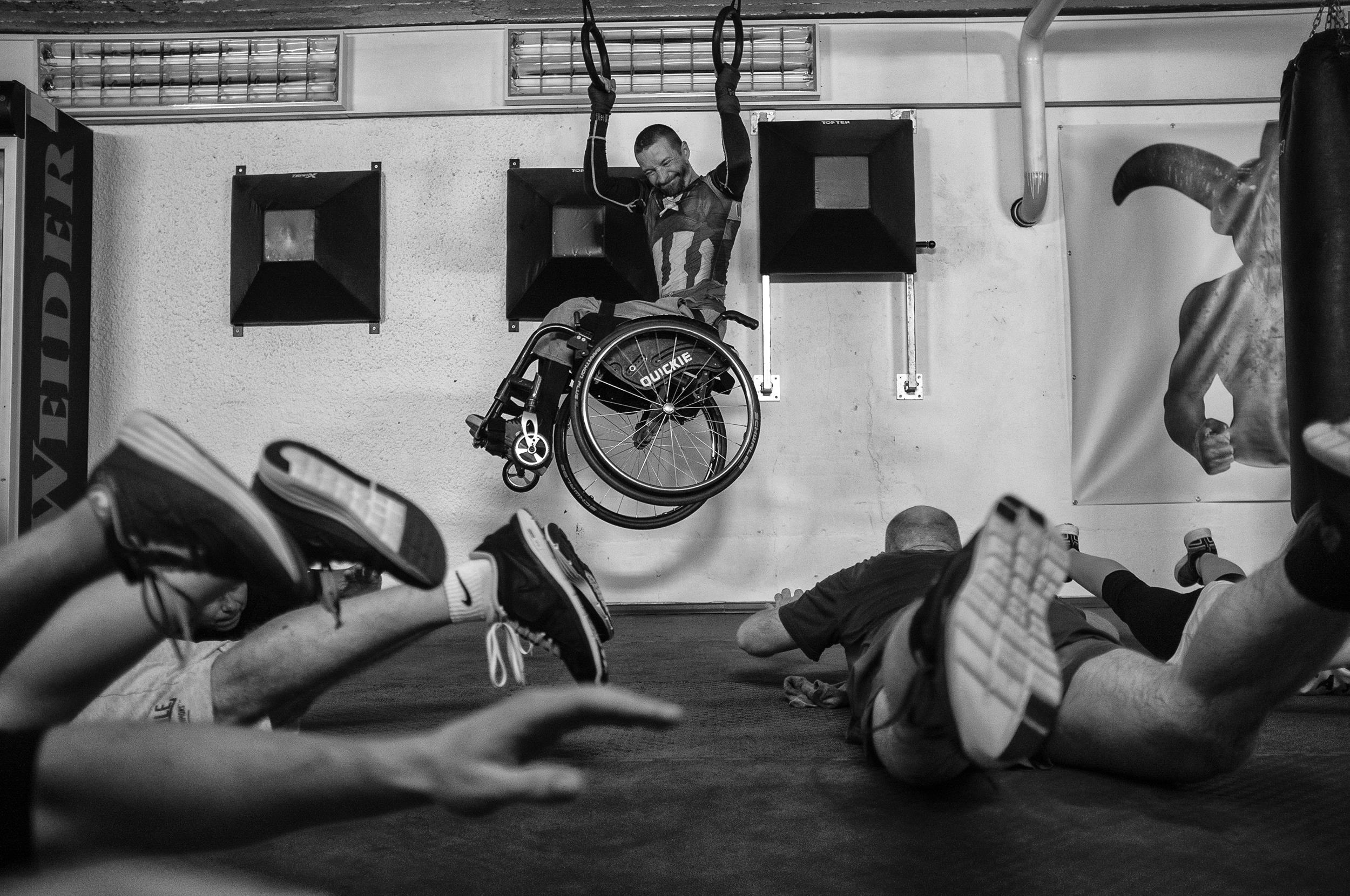
Z cyklu Nikdy ho neviděli brečet (2018), cyklus byl oceněn 2. cenou v soutěži World Press Photo 2019